# Hurikán Floyd
Hurikán Floyd je šestou pojmenovanou bouří, v pořadí čtvrtým a rozsahem třetím největším hurikánem atlantické hurikánové sezóny roku 1999. V době svého řádění byl nejsmrtonosnějším hurikánem od hurikánu Agnes z roku 1972, zabil 57 lidí, z toho 34 v Severní Karolíně, a způsobil škody ve výši 4,5 miliardy dolarů. Většinu škod a úmrtí způsobily záplavy.
Hurikán Floyd se zformoval počátkem září 1999 a postupně zesílil až do čtvrté kategorie Saffirovy–Simpsonovy stupnice, těsně pod pátou kategorii. S obrovskou silou se přehnal přes Bahamy, které těžce poničil. Jeho hrozba vyvolala podle viceprezidenta Al Gora do té doby největší evakuaci v dějinách USA, kdy bylo urychleně vyklízeno ohrožené východní pobřeží USA (své domovy opustilo více než 2,5 miliónu obyvatel v pěti státech. Hurikán se však kus před pobřežím obrátil na sever a podstatně zpomalil, což velká část americké veřejnosti mylně pochopila jako pominutí nebezpečí. Tento přístup však byl mylný – Floyd sice přestal představovat extrémní hrozbu svým větrem (klesl do kategorie 2), ovšem stále představoval hrozbu pro enormní množství srážek, které nesl a které díky poklesu rychlosti jeho postupu spadly na poměrně malém území, které bylo navíc stále ještě nasáklé vodou z hurikánu Dennis, který je postihl týden před tím. Většina vody tak dopadla na Severní Karolínu a to zejména v povodí řeky Tar a způsobila jedny z nejstrašnějších povodní v historii tohoto státu.
Řada měst na řece Tar byla zcela zničena a musela být vybudována úplně znovu: např. Princeville – první město založené osvobozenými černošskými otroky po americké občanské válce: řeka Tar se v něm převalila přes speciální protipovodňovou hráz (dimenzovanou k zadržení pětisetleté vody) a pokryla je do výše 6 metrů na více než deset dní. Povodním na řece Tar zapříčiněným hurikánem Floyd byl věnován jeden díl televizního seriálu Katastrofy.